# Naissance en 982
Naissance
- 978
- 979
- 980
- 981
- 982
- 983
- 984
- 985
- 986

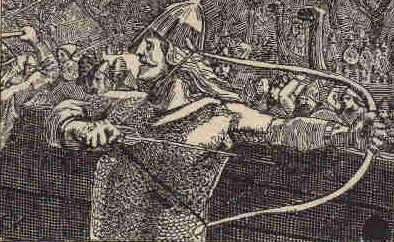
Einar Tambarskjelve, né vers 982.

Cette page dresse une liste de personnalités nées au cours de l'année 982  :
- Antoniy Petchersky, fondateur d’un des plus grands monastères en Russie – de la Laure des Grottes de Kiev (Kievo-Petcherska lavra).
- Atisha, moine, érudit bouddhiste et maître de méditation indien (dynastie Pala).
- Isaac ibn Yashush, ou Isaac Abu Ibrahim ibn Yashush ibn Saqtar, ou ibn Kastar, Isaac ibn Jasos ibn Saktar ou Abu Ibrahim Isaac ibn Yashush, également appelé Yiẓḥaḳi, Yizchaki ou encore Itzchaki, médecin, exégète et grammairien hébraïque.
- Judith de Bretagne, duchesse de Normandie.

date incertaine (vers 982)
- Einar Tambarskjelve, ou Einarr Þambarskelfir, seigneur et politicien Norvégien.

## Crédit d'auteurs
- Cet article est partiellement ou en totalité issu de l'article intitulé « 982 » (voir la liste des auteurs).